# 陳嘉謨 (成化壬辰進士)
陳嘉謨（1444年—1503年），字良顯，號麻溪，四川重慶府巴縣人，明朝政治人物。

## 生平
成化八年（1472年）壬辰科第三甲第一百三十九名進士。。升任监察御史，后历任广西按察司佥事，官至山东按察司副使。